# Daniel Forfang

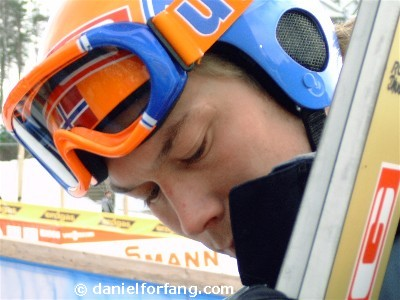
Daniel Forfang i Lahtis 2005

Daniel Forfang, född 28 december 1979 i Tromsø i Troms fylke, är en norsk tidigare backhoppare och nuvarande backhoppstränare. Han representerade Tromsø Skiklubb och Trønderhopp.

## Karriär
Daniel Forfang började med backhoppning i Tromsø och tränades av sin far. Som 16-åring flyttade han till Trondheim på grund av bättre träningsförhållanden. Forfang debuterade internationellt i kontinentalcupen i Kuusamo i Finland 17 november 2001. Han debuterade i världscupen 21 december 2001 i Predazzo i Italien. Han blev nummer 39 i sin första världscuptävling. Sedan växlade han om att tävla i kontinentalcupen och världscupen. Han kom bland de tio bästa i en deltävling i världscupen första gången på hemmaplan i Holmenkollen i Oslo 13 mars 2005 då han blev nummer 9. Han vann en lagtävling i världscupen 5 september 2004 i Zakopane då norska laget (Daniel Forfang, Tommy Ingebrigtsen, Roar Ljøkelsøy och Bjørn Einar Romøren) vann före Österrike och Japan. Bästa placeringen totalt i världscupen är en 37:e plats sammanlagt säsongen 2005/2006. I tysk-österrikiska backhopparveckan säsongen 2004/2005 blev han nummer 24 sammanlagt, vilket är hans bästa resultat i backhopparveckan.
Forfang blev nummer 3 i Sommar-Grand-Prix 2004. Han hoppade som längst i skidflygningsbacken Letalnica i Planica i Slovenien 18 mars 2005 då han i kvalificeringen hoppade 214 meter.
Forfangs sista internationella tävling var i stora Ōkurayama-backen i Sapporo i Japan 22 januari 2006. Han blev nummer 30 i tävlingen. Sedan avslutade han sin backhoppningskarriär. Forfang angav som en av orsakarna bantningshysterin inom backhoppningen.

## Senare karriär
Efter avslutat aktiv idrottskarriär har Forfang varit verksam som backhoppstränare. Han er för närvarande med i teamet som tränar eliten av backhoppare i Trønderhopp.